# Eupithecia bella
Eupithecia bella är en fjärilsart som beskrevs av Otto Staudinger 1897. Eupithecia bella ingår i släktet Eupithecia och familjen mätare. Inga underarter finns listade i Catalogue of Life.